# Sjouke Westra

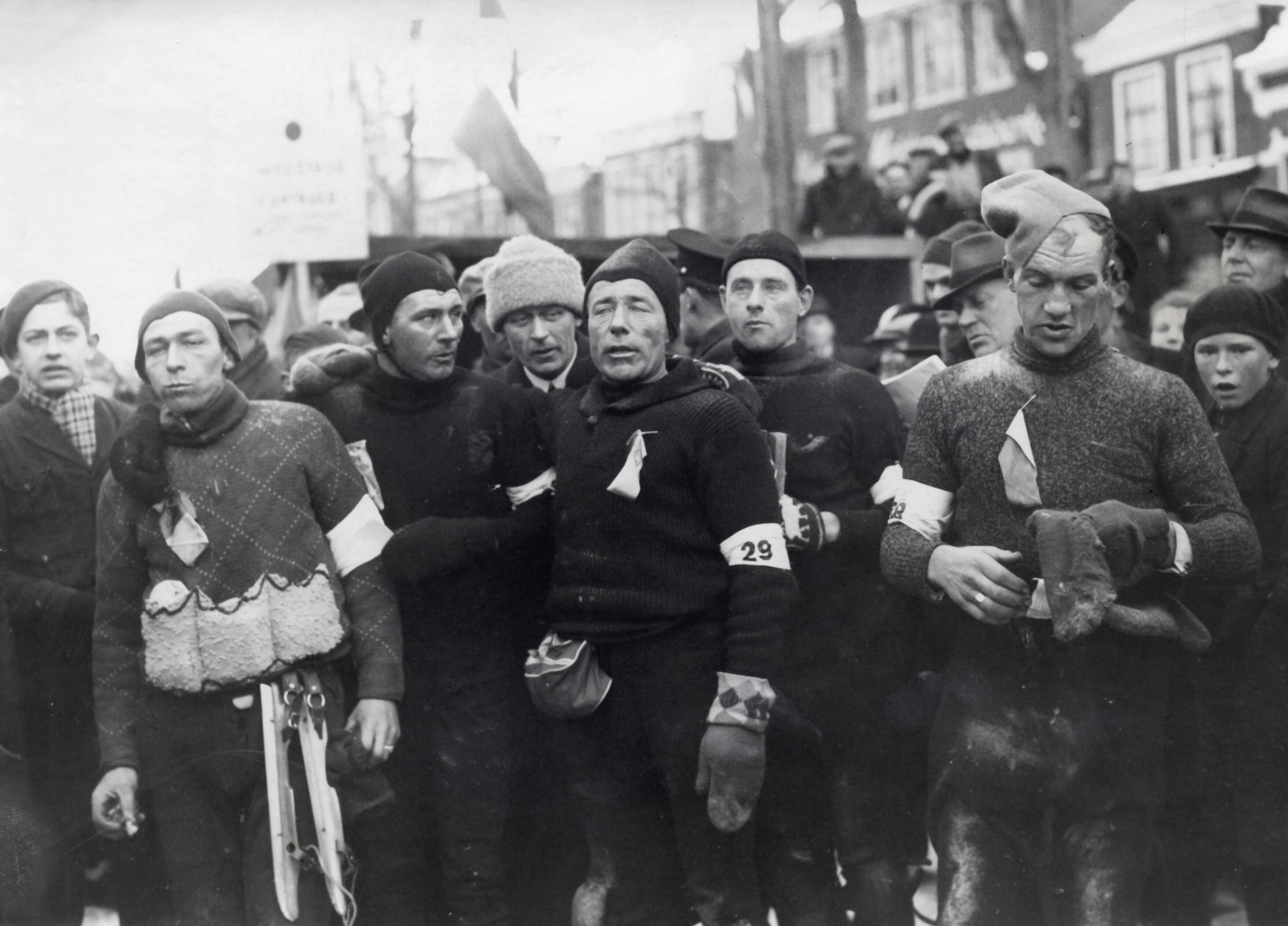
Elfstedentocht 1940: v.l.n.r.: Auke Adema, Sjouke Westra, Cor Jongert, Durk van der Duim en Piet Keyzer

Sjouke Westra (Warmenhuizen, 3 januari 1907 –  aldaar, 7 april 1993) was een Nederlands schaatser. Hij won de 6e Elfstedentocht op 30 januari 1940. Deze overwinning moest hij echter delen met Auke Adema, Durk van der Duim, Cor Jongert en Piet Keijzer, omdat ze met zijn vijven tegelijk over de streep kwamen. De vijf schaatsers hadden in Dokkum afgesproken samen te zullen finishen, een afspraak die later bekend bleef als het Pact van Dokkum. Hiernaast wist hij de derde plaats in de Elfstedentocht van 1929 te behalen, achter Karst Leemburg en Cor Jongert.